# Lubiaż (wieś)
Lubiaż (ukr. Люб'язь) – wieś na Ukrainie w rejonie kamieńskim, obwodu wołyńskiego. Położona nad jeziorem Lubiaż.
Wieś szlachecka położona była w końcu XVIII wieku w hrabstwie lubieszowskim w powiecie pińskim województwa brzeskolitewskiego. 
Do 2020 w rejonie lubieszowskim.  